# Place de Dublin
La place de Dublin est une voie située dans le quartier de l'Europe du 8e arrondissement de Paris.

## Situation et accès
La place de Dublin est desservie à proximité par la ligne 13 à la station Liège.

## Origine du nom
Elle porte le nom de la capitale de l'Irlande, Dublin.

## Historique
La place est créée et prend sa dénomination actuelle en 1987 sur l'emprise des voies qui la bordent.

## Bâtiments remarquables et lieux de mémoire
Un célèbre tableau, Rue de Paris, temps de pluie, de Gustave Caillebotte, dépeint le site de la place en 1877, vu depuis le trottoir de droite (côté pair) du nord-ouest de la partie méridionale de la rue du Turin, avec en perspective la rue de Moscou (à gauche) et la rue Clapeyron (au centre). Tous les bâtiments y apparaissant existent encore de nos jours. 

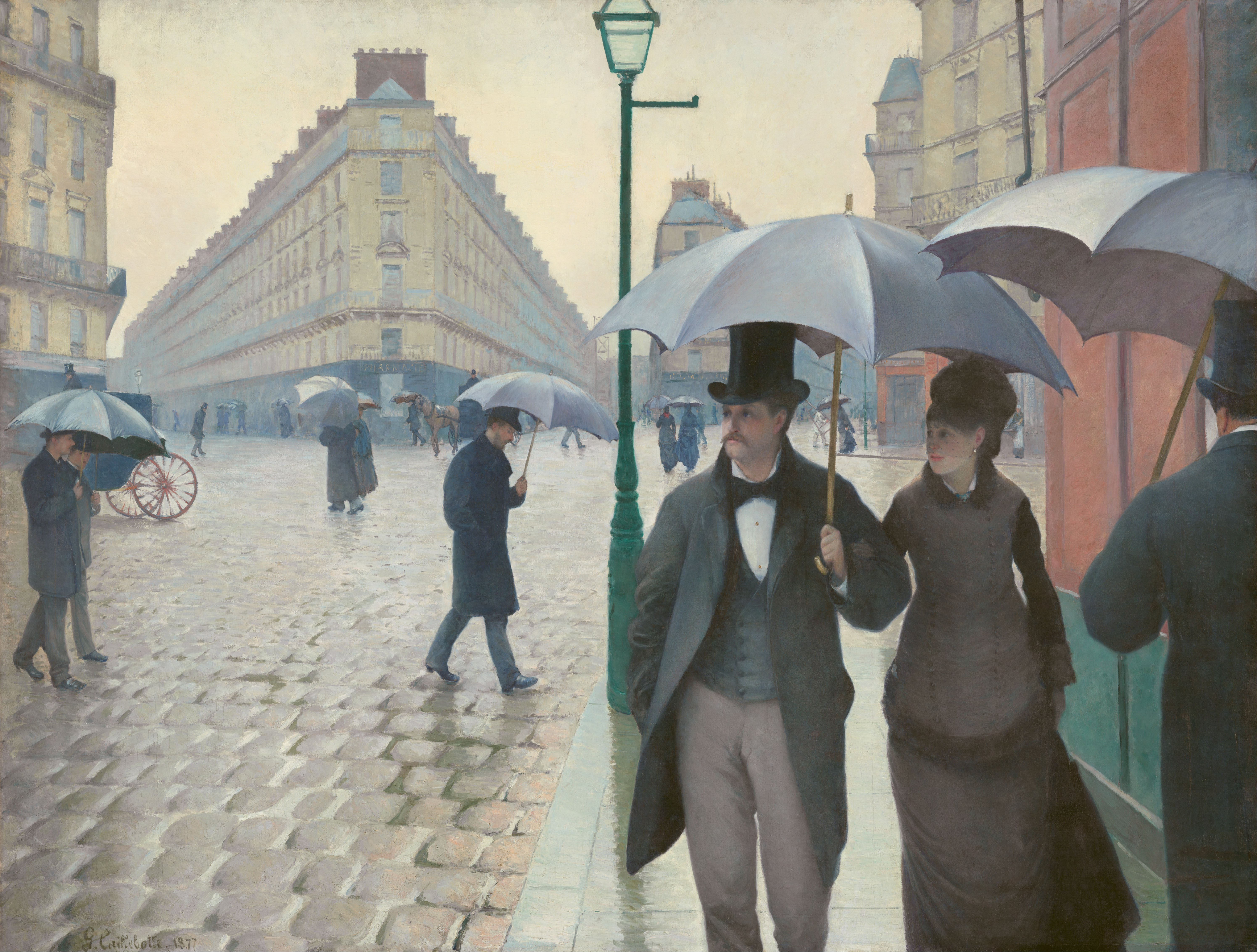
Rue de Paris, temps de pluie (1877) de Gustave Caillebotte.